# Afgunst (emotie)

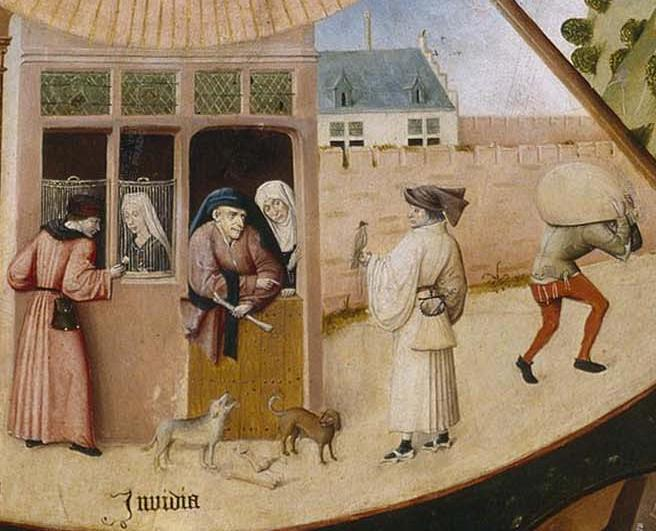
Hieronymus Bosch, Zeven Hoofdzonden, detail: Invidia

Afgunst, na-ijver, of kinnesinne is een negatieve, pijnlijke emotie die men voelt wanneer men een ander geluk misgunt dat men zelf ontbeert.
Men kan afgunst voelen wanneer men vindt dat de ander bijvoorbeeld meer succes heeft, of wanneer de ander gelukkig is met zijn materiële bezittingen, wanneer men zelf minder succesvol is of minder materiële bezittingen heeft. Men vergelijkt zich met een ander. Men is soms zelfs bereid zelf schade te lijden om de ander zijn bezit te kunnen ontnemen. Door afgunst kan het zelfs voorkomen dat men het eigendom van een ander vernielt. De afgunstige heeft daardoor de voldoening dat de ander niet meer heeft dan hijzelf, maar zelf wordt hij er niet beter van.
Kinnesinne stamt af van het Jiddisch kien-'a  'haat' en siena  'nijd'.